# Monomma faccai
Monomma faccai is een keversoort uit de familie somberkevers (Zopheridae). De wetenschappelijke naam van de soort werd in 1954 gepubliceerd door Maurice Pic.